# Mark Whitfield
Mark Whitfield, född 1967 i Syosset, New York, är en amerikansk hardbop- och soul jazz-gitarrist, kanske mest känd för sina skivor på skivbolagen Verve och Warner Bros. Records. Han har bland annat arbetat med Jack McDuff, Jimmy Smith, Courtney Pine och Nicholas Payton.

## Diskografi
- 1990 – The Marksman
- 1991 – Patrice
- 1993 – Mark Whitfield
- 1994 – True Blue
- 1995 – 7th Ave. Stroll
- 1997 – Forever Love
- 2000 – Raw
- 2005 – Mark Whitfield Featuring Panther